# شيلا دارسي
شيلا دارسي (بالإنجليزية: Sheila Darcy)‏ هي ممثلة أمريكية، ولدت في 8 أغسطس 1914 في يورك في الولايات المتحدة، وتوفيت في 24 فبراير 2004 في Kearny Mesa, San Diego ‏ في الولايات المتحدة بسبب مرض.

## وصلات خارجية
- شيلا دارسي على موقع IMDb (الإنجليزية)
- شيلا دارسي على موقع ألو سيني (الفرنسية)
- شيلا دارسي على موقع أول موفي (الإنجليزية)
- شيلا دارسي على موقع قاعدة بيانات الأفلام السويدية (السويدية)
- شيلا دارسي على موقع قاعدة بيانات الفيلم (الإنجليزية)